# Бирон (Атлантические Пиренеи)
Биро́н (фр. Biron) — коммуна во Франции, находится в регионе Аквитания. Департамент — Атлантические Пиренеи. Входит в состав кантона Кёр-де-Беарн. Округ коммуны — По.
Код INSEE коммуны — 64131.

## География

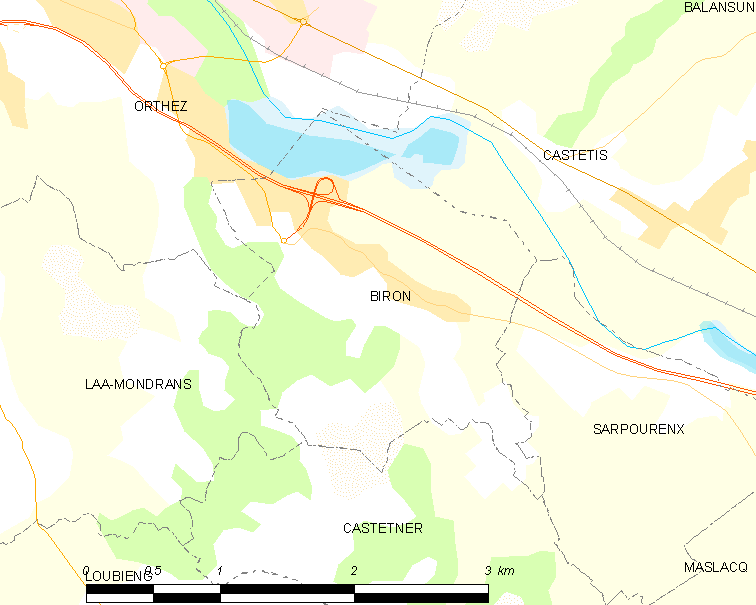
Карта коммуны

Коммуна расположена приблизительно в 650 км к югу от Парижа, в 155 км южнее Бордо, в 35 км к северо-западу от По.
На севере коммуны протекает река Гав-де-По и расположено озеро Ортес (фр. Orthez).

### Климат
Климат тёплый океанический. Зима мягкая, средняя температура января — от +5°С до +13°С, температуры ниже −10 °C бывают редко. Снег выпадает около 15 дней в году с ноября по апрель. Максимальная температура летом порядка 20-30 °C, выше 35 °C бывает очень редко. Количество осадков высокое, порядка 1100 мм в год. Характерна безветренная погода, сильные ветры очень редки.

## Население
Население коммуны на 2010 год составляло 605 человек.
| 1962 | 1968 | 1975 | 1982 | 1990 | 1999 | 2010 |
| ---- | ---- | ---- | ---- | ---- | ---- | ---- |
| 391  | 405  | 437  | 486  | 529  | 505  | 605  |

## Администрация
| Период | Период | Фамилия        | Партия                  | Примечания                                                |
| ------ | ------ | -------------- | ----------------------- | --------------------------------------------------------- |
| 1989   | 2020   | Жак Кассьо-Ори | Социалистическая партия | генеральный советник кантона; президент сообщества коммун |

## Экономика
В 2010 году среди 368 человек трудоспособного возраста (15-64 лет) 254 были экономически активными, 114 — неактивными (показатель активности — 69,0 %, в 1999 году было 67,9 %). Из 254 активных жителей работали 237 человек (125 мужчин и 112 женщин), безработных было 17 (7 мужчин и 10 женщин). Среди 114 неактивных 33 человека были учениками или студентами, 52 — пенсионерами, 29 были неактивными по другим причинам.

## Достопримечательности
- Церковь Св. Иоанна Крестителя (XIX век)[4]
- Замок Брассале (XVI век). Исторический памятник с 1937 года[5]

## Фотогалерея

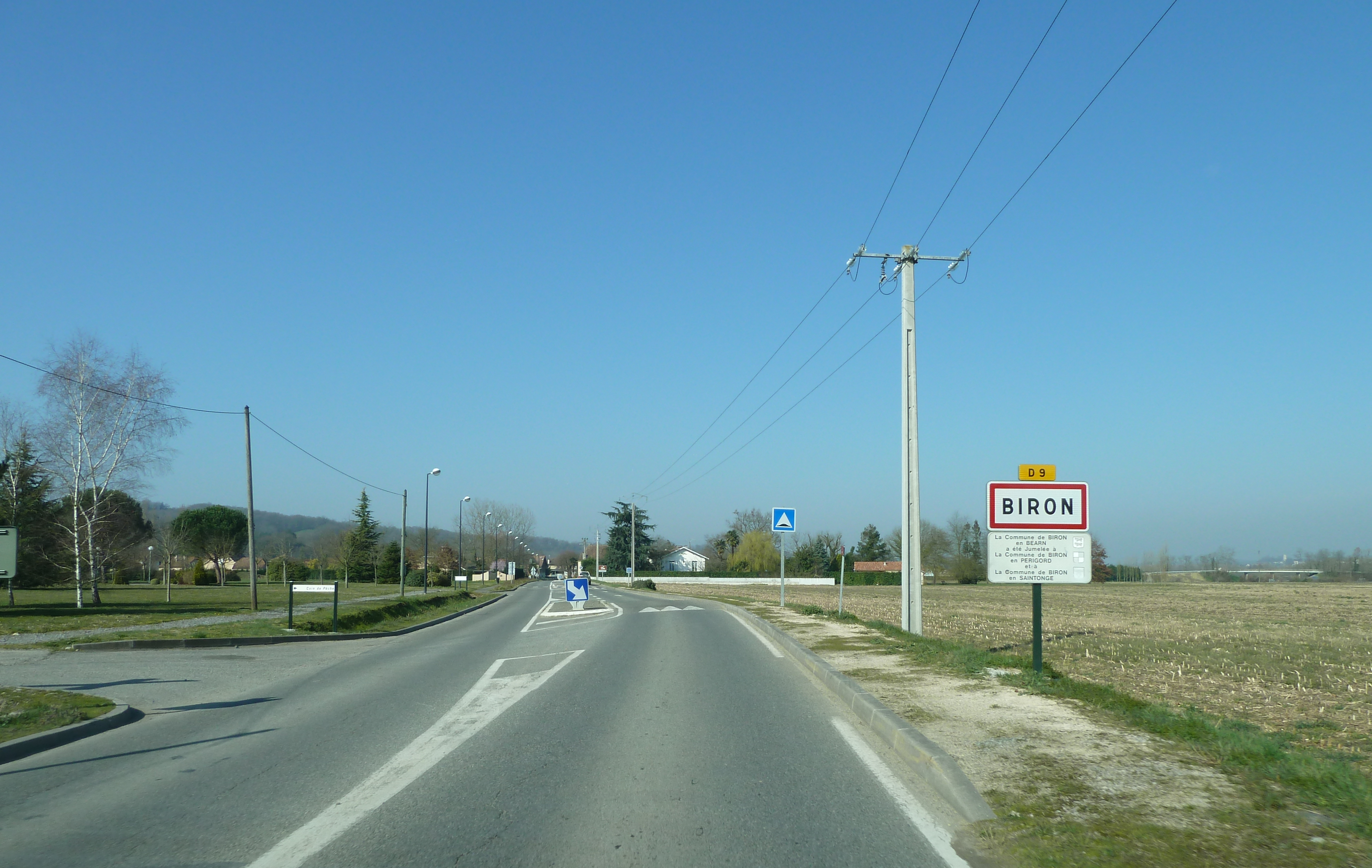
Въезд в Бирон
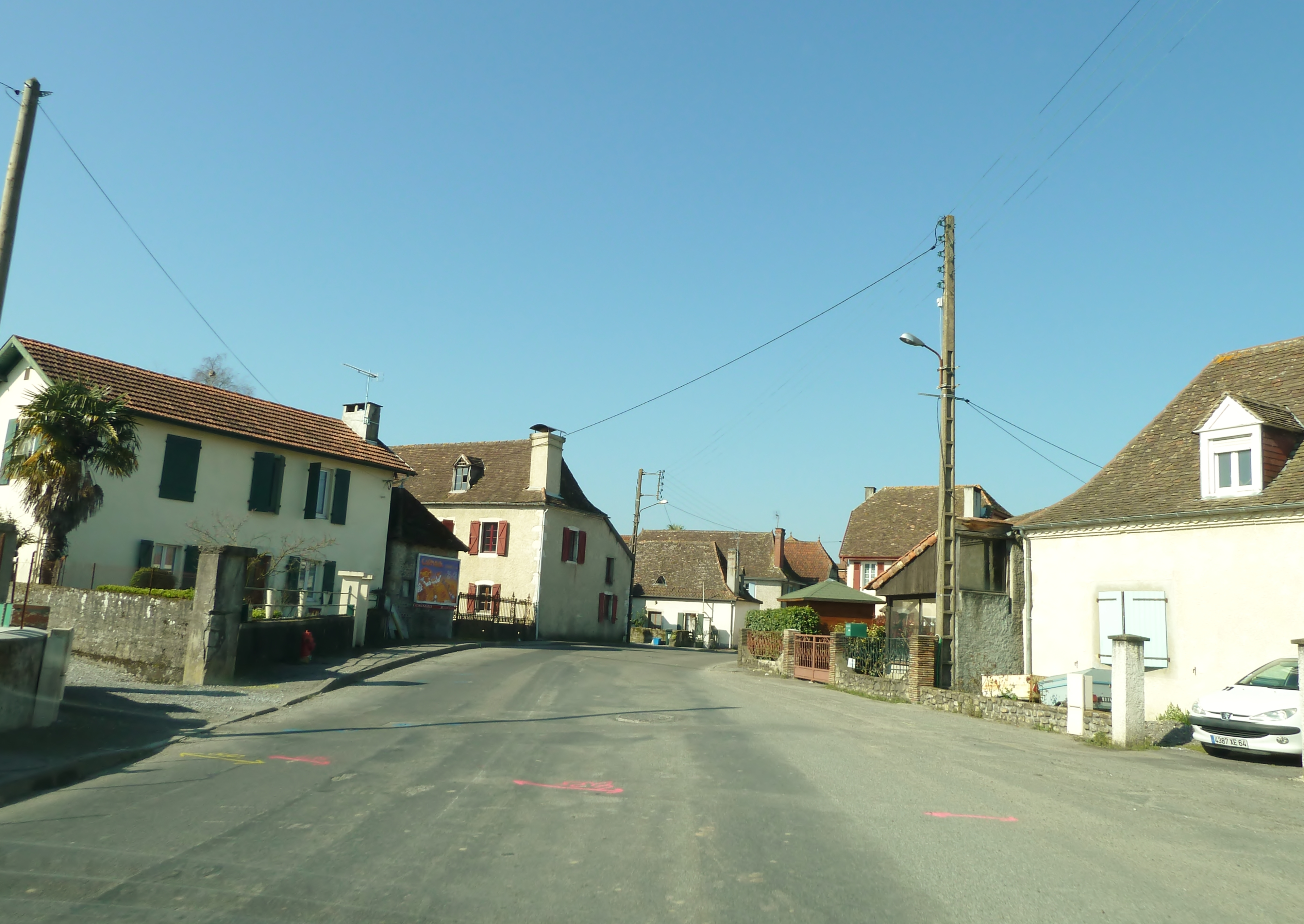
Бирон
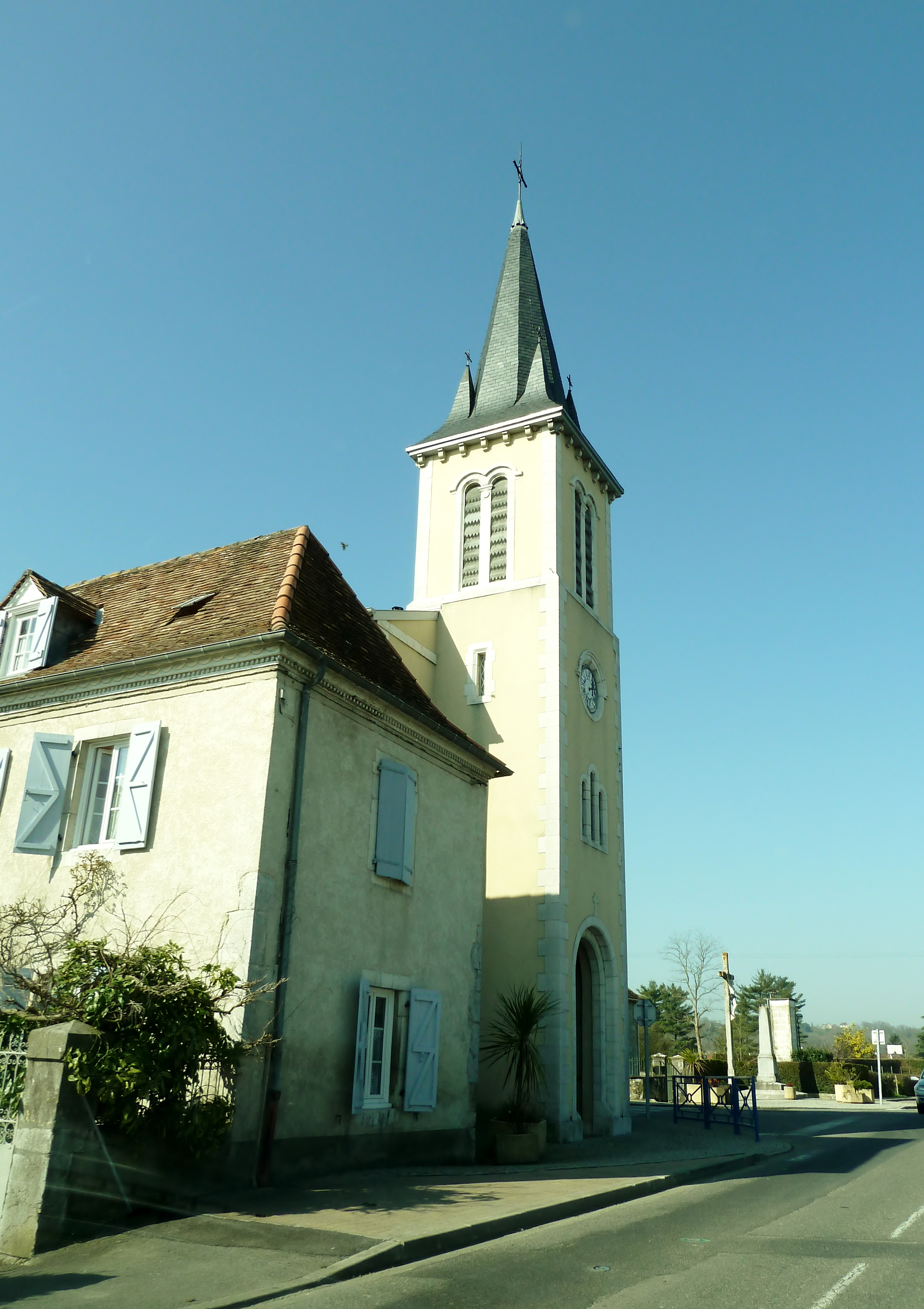
Церковь Св. Иоанна Крестителя
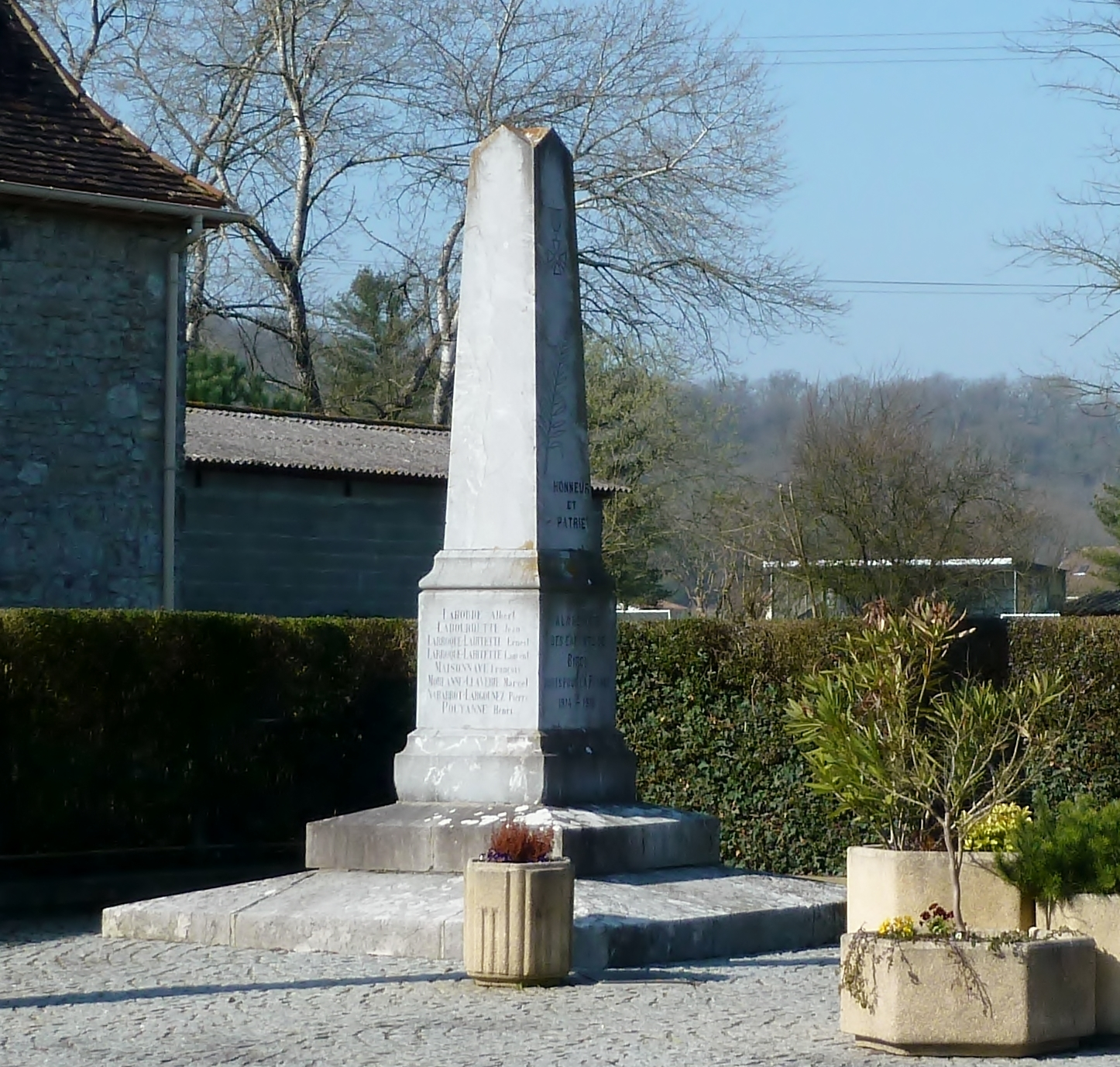
Военный мемориал